# Rieshofen

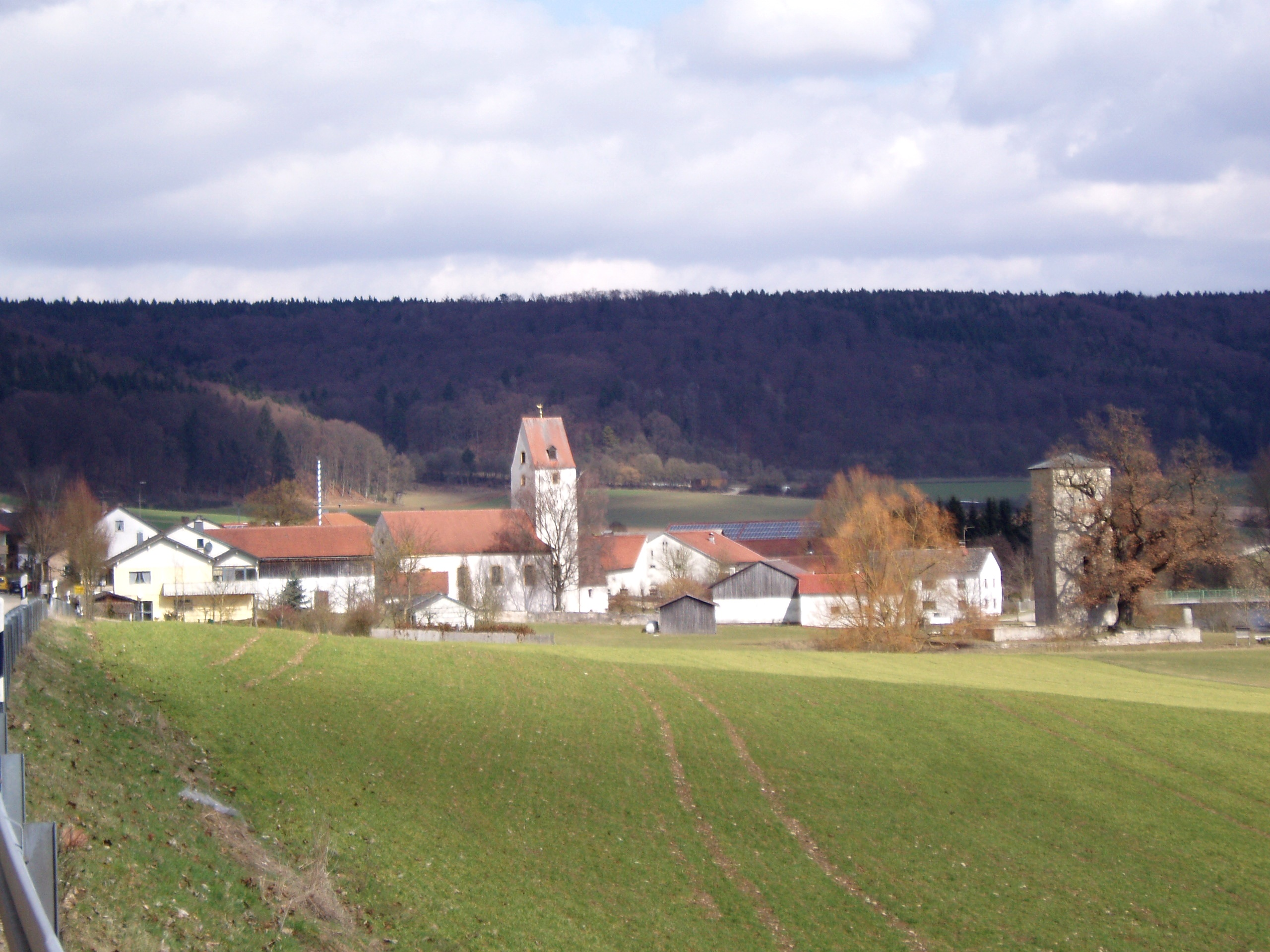
Rieshofen

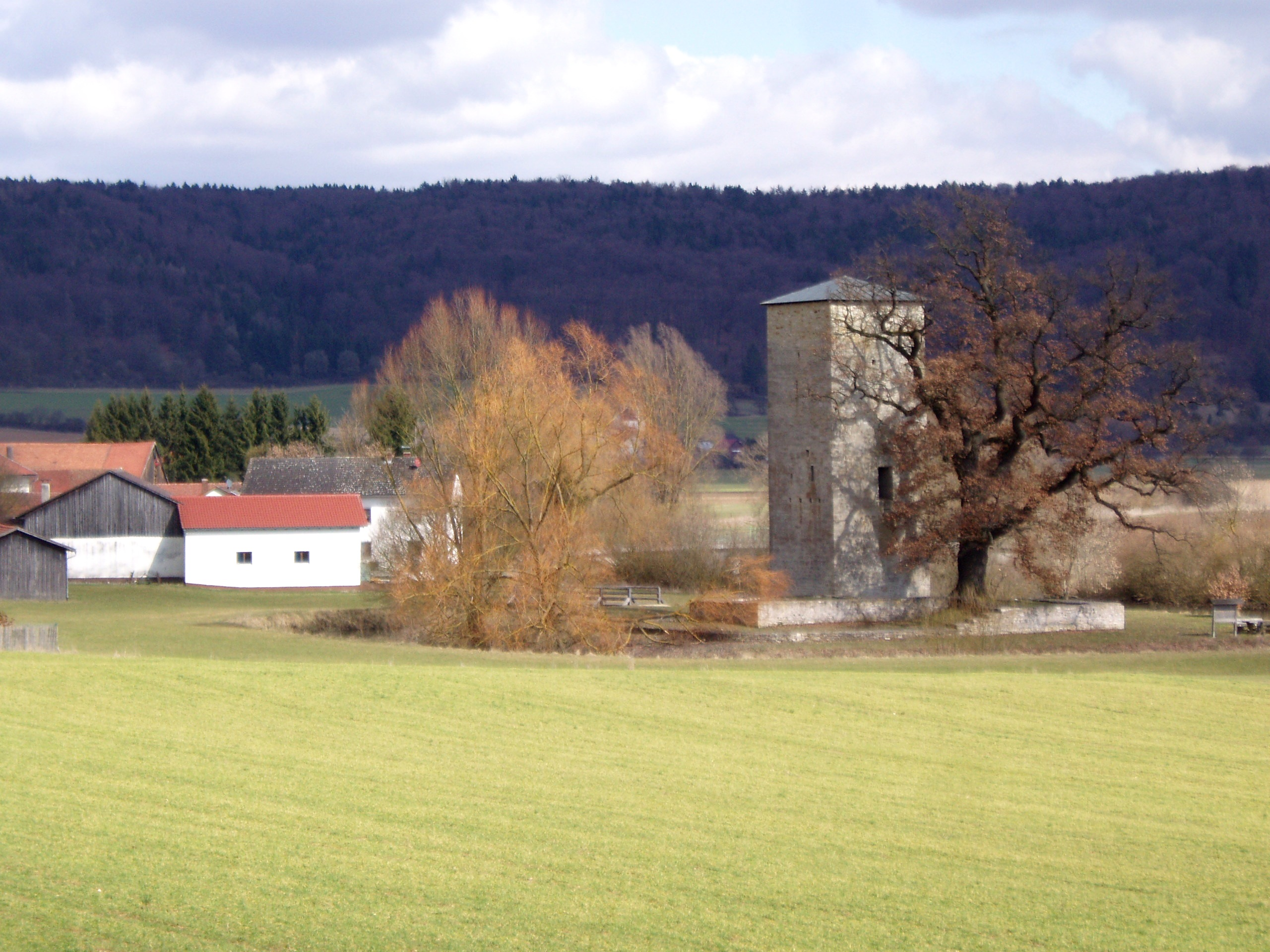
Burgruine Rieshofen

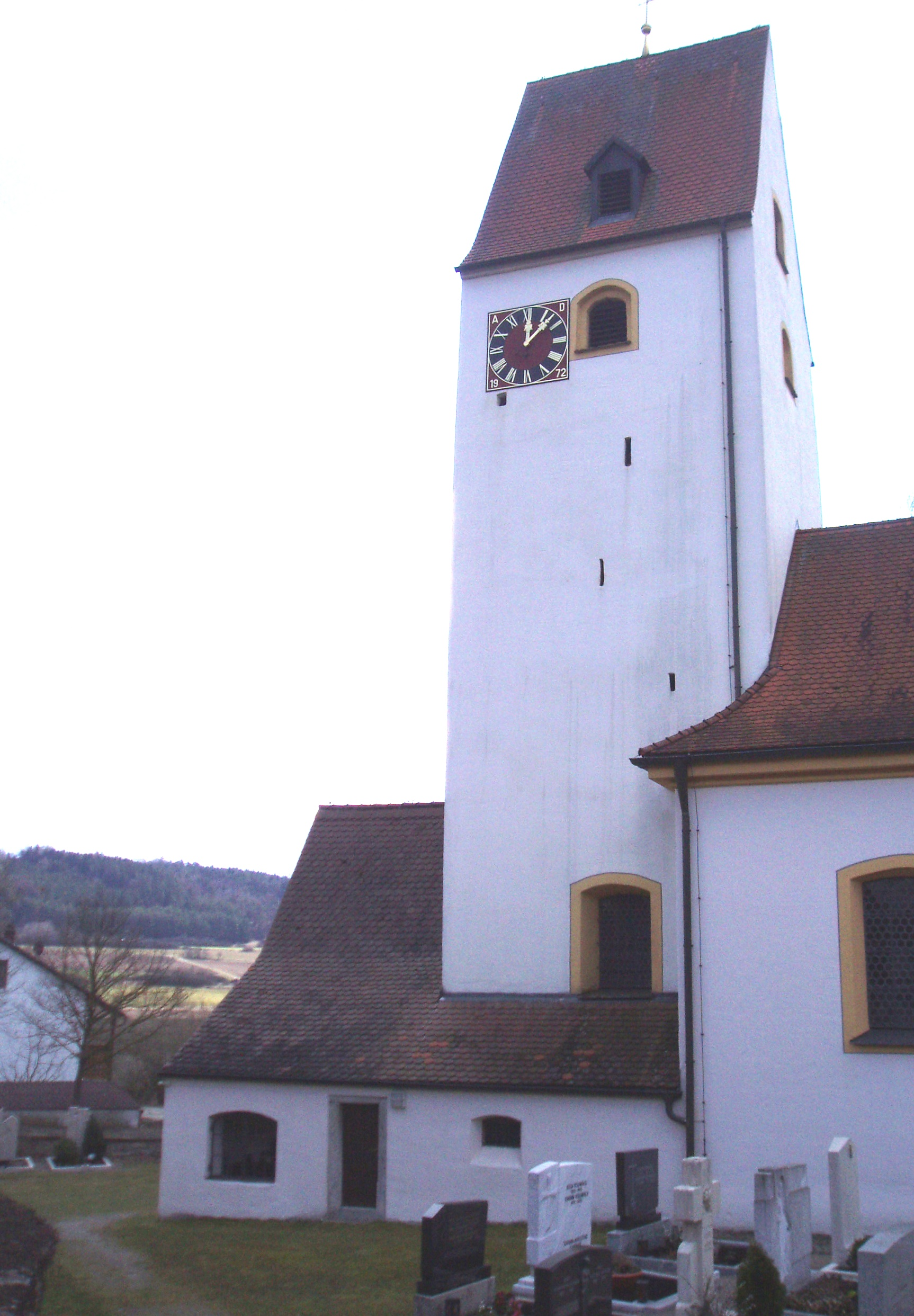
Kath. Kirche St. Erhard in Rieshofen

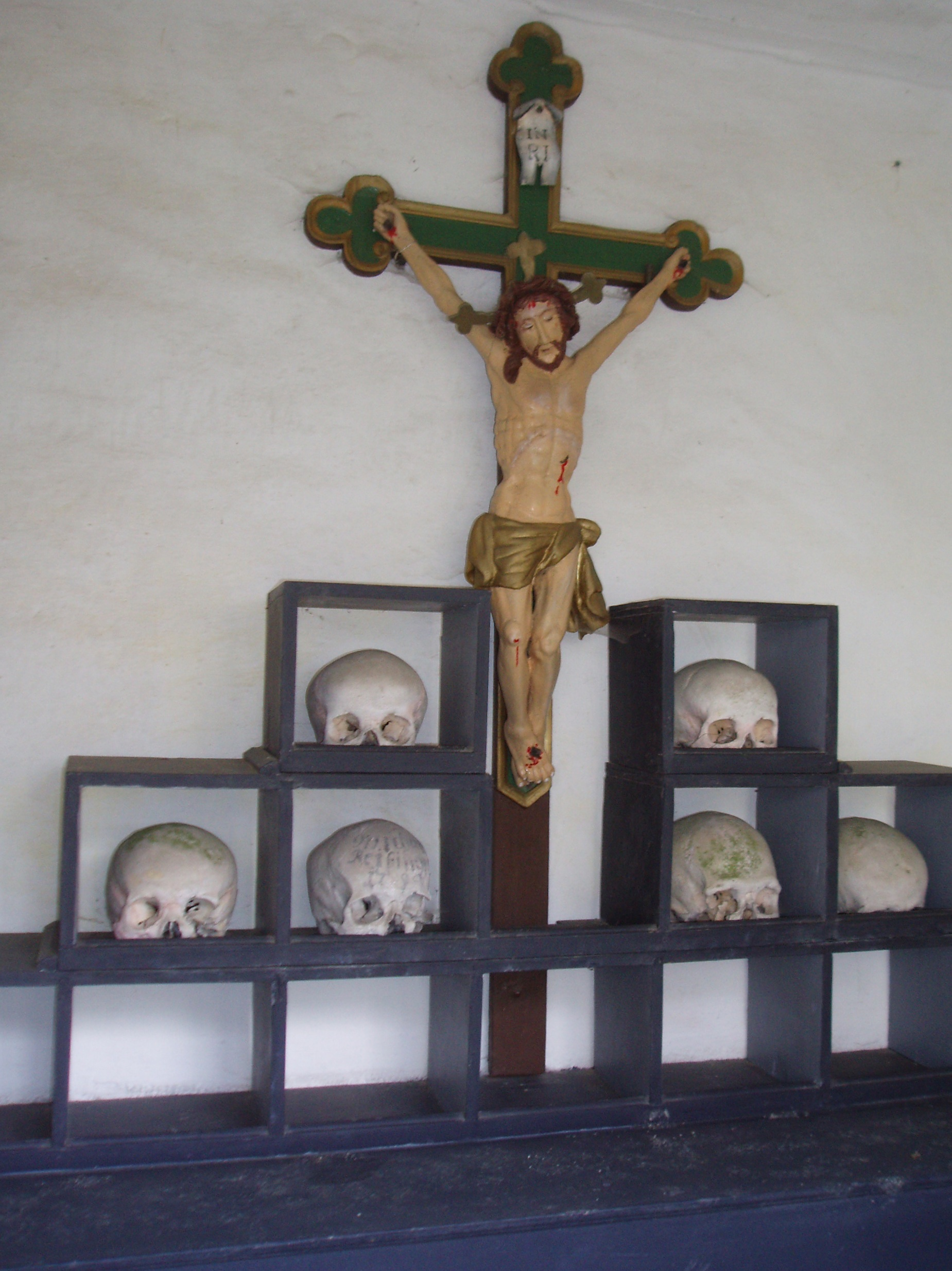
Karner

Rieshofen ist ein Gemeindeteil der Gemeinde Walting im oberbayerischen Landkreis Eichstätt.

## Lage
Das Kirchdorf Rieshofen liegt im Altmühltal auf der westlichen Talseite an einem Altmühlbogen auf 390 m Meereshöhe zwischen dem Gemeindesitz Walting im Süden und den Taldörfern Isenbrunn im Norden und Pfalzpaint im Osten.

## Geschichte
Rieshofen trat erstmals 1137 mit dem Ortsadeligen „Perhtold von Rodeshouen“ ins Licht der Geschichte. Im 13. Jahrhundert waren die Adeligen Ministeriale des Eichstätter Bischofs. Bis 1348 lässt sich ihr Geschlecht, zuletzt mit „Gottfried de Ruegshofen“ in Rieshofen weiter verfolgen; ein „Wilbolt von Rügshofen“ war 1480 Bischöflicher Pfleger zu Mörnsheim. 1186 bestätigte Papst Urban III. den Besitz des Domkapitels Eichstätt in Rieshofen. 1302 verkaufte Graf Gebhard VII. von Hirschberg ein Gut im Ort an den Eichstätter Bischof. 1310 verkaufte der Ortsadel seine wohl im 13. Jahrhundert errichtete Wasserburg an der Altmühl mitsamt den Rechten und Gütern an das Domkapitel. Heute ist von dieser Burg, die gegen Ende des 15. Jahrhunderts aufgegeben wurde, nur noch der etwa 18 m hohe Bergfried erhalten.
Nach der Säkularisation kam der bis dahin domkapitelische Ort 1806 als eigenständige Gemeinde in das Landgericht Kipfenberg. Von 1808 bis 1810 gehörte Rieshofen mit Isenbrunn dem neu gebildeten Altmühlkreis an, anschließend bis 1817 dem Oberdonaukreis, dann bis 1833 dem leuchtenbergischen Fürstentum Eichstätt. Danach fiel das Fürstentum wieder an den bayerischen Staat zurück. Von 1808 bis 1818 war Rieshofen mit Isenbrunn im Herrschaftsgericht Kipfenberg dem Steuerdistrikt (der Gemeinde) Gungolding zugehörig. Danach war Rieshofen mit Isenbrunn wieder eine selbständige Gemeinde. 1838 kam bei der neuen Kreiseinteilung Rieshofen aus dem bisherigen Regenkreis in den Kreis Mittelfranken. 1861 wurde Rieshofen mit dem Landgerichtsbezirk Kipfenberg dem Bezirksamt Eichstätt (1939 in Landkreis umbenannt) angeschlossen.
1934 erhielt Rieshofen im Zuge der Altmühlregulierung eine neue Altmühlbrücke, die 1945 gesprengt wurde. 1953 erneuerte man die notdürftig wiederhergestellte Brücke (1999 erfolgte ein Neubau).
1959 bis 1962 und noch einmal 1990 wurden Flurbereinigungsmaßnahmen durchgeführt. 1972 wurde der Wassergraben der ehemaligen Burg instand gesetzt und ein Rastplatz für Bootsfahrer geschaffen. Im Zuge der bayerischen Gebietsreform schloss sich Rieshofen am 1. Januar 1972 der Gemeinde Walting an und kam ein halbes Jahr später mit dem Landkreis Eichstätt vom Regierungsbezirk Mittelfranken in den Regierungsbezirk Oberbayern.
1983 gab es im Ort bei 146 Einwohnern acht landwirtschaftliche Vollerwerbs- und 16 Nebenerwerbsbetriebe. Im gleichen Jahr wurde ein Kindergarten eröffnet, der 2005/06 als Kneippkindergarten zertifiziert wurde. 1985/86 wurde die Wasserburg ausgegraben und deren Mauern gesichert. 1992 erhielt das Dorf beim Wettbewerb Unser Dorf soll schöner werden teil auf Landesebene die Goldmedaille und im Bundeswettbewerb die Bronzemedaille. Östlich des Ortes führt in der Talaue der Altmühltalradweg vorbei.

## Katholische Kirche St. Erhard
Die Untergeschosse des Kirchturmes von St. Erhard sind romanisch (circa 12. Jahrhundert), der weitere Aufbau erfolgte in der Spätgotik. Seine Bauweise, insbesondere der – jetzt vermauerte – Hocheingang, deutet darauf hin, dass er ursprünglich ein Wehr-/Wohnturm des Ortsadels war. Die übereck gestellten charakteristischen Filialen auf den beiden Giebelscheiteln des Turmes, die noch in den 1930er Jahren vorhanden waren, wurden abgetragen. An der Nordseite des Turmes befindet sich die Friedhofskapelle mit einem vergitterten Karner mit mehreren beschrifteten Totenschädeln. Das Langhaus der Kirche wurde 1749 neu erbaut, 1759 konsekriert und 1912 erweitert. Altäre (mit jüngeren Bildern) und Kanzel sind barock um 1720. Auf dem Kanzel-Schalldeckel befindet sich eine spätgotische Figur des Erzengels Michael als Seelenwäger (Ende 15. Jahrhundert). Weitere Ton- und Holzfiguren sind spätgotisch beziehungsweise barock. Der Friedhof um die Kirche wird noch genutzt. Der Kreuzweg entstammt dem Rokoko, das Orgelgehäuse ist klassizistisch. Das große Deckengemälde zeigt den Kirchenpatron, wie er das Mädchen Ottilia tauft. Die 1890 eingebauten bunten Glasfenster wurden 1945 bei der Sprengung der nahen Altmühlbrücke durch die Druckwelle zerstört.
Eine Besonderheit stellt die Weihnachtskrippe der Kirche dar. Sie befindet sich hinter dem Altarbild des linken Seitenaltares, das zu Weihnachten entfernt wird und den Blick auf vier große Holzfiguren (die Heilige Familie und ein Engel) freigibt. Die Rückwand wurde 2017 von dem in Rieshofen lebenden österreichischen Künstler Ernst Arnold Bauer neu bemalt.

## Persönlichkeiten
- Isidor Vollnhals (* 1949), ehemaliger Münsterpfarrer in Ingolstadt, von 2010 bis 2019 Generalvikar des Bistums Eichstätt
- Joseph Mayer, (* 25. November 1920 in Rieshofen; † 10. Mai 2002 in Ingolstadt, bestattet in Rieshofen), Musikpräfekt am Bischöflichen Seminar in Eichstätt, 1959–1977 Stadtpfarrer in St. Walburga in Nürnberg-Eibach, 1977–1990 Pfarrer in Ingolstadt/St. Joseph.